# Malin Ulvefeldt
Malin Ulvefeldt (* 27. Februar 1994) ist eine ehemalige schwedische Tennisspielerin.

## Karriere
Ulvefeldt spielte vor allem auf dem ITF Women’s Circuit, auf dem sie einen Titel im Doppel gewinnen konnte.
Auf der WTA Tour scheiterte sie, mit einer Wildcard ausgestattet, bei den Collector Swedish Open 2015 bereits in der ersten Runde der Qualifikation und mit ihrer Doppelpartnerin Cornelia Lister in der ersten Runde des Hauptfeldes.
Ulvefeldt wird seit Ende April 2017 nicht mehr in den Weltranglisten geführt.

## Turniersiege

### Doppel
| Nr. | Datum         | Turnier             | Kategorie   | Belag     | Partnerin        | Finalgegnerinnen                | Ergebnis |
| --- | ------------- | ------------------- | ----------- | --------- | ---------------- | ------------------------------- | -------- |
| 1   | 30. März 2013 | Scharm asch-Schaich | ITF $10.000 | Hartplatz | Rebecca Peterson | Alina Mikhejewa Jillian O’Neill | 6:3, 6:4 |